# Gymnopogon ambiguus
Gymnopogon ambiguus là một loài thực vật có hoa trong họ Hòa thảo. Loài này được (Michx.) Britton, Stern & Poggenb. mô tả khoa học đầu tiên năm 1888.